# Hexatoma euryxantha
Hexatoma euryxantha är en tvåvingeart som beskrevs av Alexander 1971. Hexatoma euryxantha ingår i släktet Hexatoma och familjen småharkrankar.
Artens utbredningsområde är Panama. Inga underarter finns listade i Catalogue of Life.